# Alen Floričić
Alen Floričić est un artiste photographe et vidéaste né en 1968, à Pula en Yougoslavie (désormais Croatie).  Maintenant il habite et travaille à Rabac.
Floričić obtient son diplôme du département de sculpture de l'Université de Rijeka en 1993.
Il a participé à de nombreuses expositions collectives (Berlin, Boston, Bruxelles, Sarajevo, Strasbourg, etc.).